# Elteber
Elteber je bil v hierarhiji gokturškega in hazarskega kaganata varovani kralj avtonomnega, vendar tributarnega naroda ali države. 
V Hazarskem kaganatu so bili elteberji vladarji vazalnih Volški Bolgarov, Burtasov in severnokavkaških Hunov. Naziv elteberja je imel več različic: med severnokavkaškimi Huni je bil ilutver in ilutuer, med Volškimi Bolgari pa jiltavar ali ilteber. 
Najstarejši omemba naziva elteber je omemba severnokavkaškega hunskega vladarja iz 680. let. Krščanski viri iz Kavkaške Albanije ga imenujejo alp ilutuer. Naslov je omenjen tudi pismu generalu Drugega turškega kaganata Kul Tiginu iz leta 732.